# Extension de navigateur
Une extension de navigateur est un petit module logiciel permettant de personnaliser un navigateur web. Les navigateurs autorisent généralement une variété d'extensions, y compris les modifications de l'interface utilisateur, la gestion des cookies, le blocage des publicités et la personnalisation des scripts et du style des pages web.
Les plug-ins de navigateur sont un type de module distinct. La principale différence est que les extensions ne sont généralement que du code source, mais les plug-ins sont toujours des fichiers exécutables (c'est-à-dire du code objet). Depuis 2021, les plug-ins sont obsolètes pour la plupart des navigateurs, tandis que les extensions sont largement utilisées. Le navigateur le plus populaire, Google Chrome,  a plus de 100 000 extensions disponibles, mais ne prend plus en charge les plug-ins,.

## Histoire
Internet Explorer a été le premier navigateur majeur à prendre en charge les extensions, avec la sortie de la version 4 en 1999. Firefox prend en charge les extensions depuis son lancement en 2004. Opera a commencé à prendre en charge les extensions en 2009, et Google Chrome et Safari l'ont fait l'année suivante. Microsoft Edge a ajouté la prise en charge des extensions en 2016.

### Conformité API
En 2015, un groupe de travail communautaire s'est formé dans le cadre du W3C pour créer une interface de programmation d'application (API) standard unique pour les extensions de navigateur. Bien qu'il soit peu probable que cet objectif soit atteint, la majorité des navigateurs utilisent déjà les mêmes API ou des API très similaires en raison de la popularité de Google Chrome.
Chrome est le premier navigateur avec une API d'extension basée uniquement sur HTML, CSS et JavaScript. Les tests bêta pour cette capacité ont commencé en 2009,, et l'année suivante, Google a ouvert le Chrome Web Store. En juin 2012, il y avait 750 millions  d'extensions présentes et d'autres contenus hébergés sur le magasin. La même année, Chrome dépasse Internet Explorer en tant que navigateur le plus populaire au monde, et sa part de marché continue de croître, atteignant 60 % en 2018.
En raison du succès de Chrome, Microsoft créé une API d'extension très similaire pour son navigateur Edge, dans le but de permettre aux développeurs d'extensions Chrome de porter facilement leur travail sur Edge. Mais après trois ans, Edge a toujours une part de marché décevante, alors Microsoft l'a reconstruit en tant que navigateur basé sur Chromium,. (Chromium est le projet open source de Google qui sert de noyau fonctionnel à Chrome et à de nombreux autres navigateurs). Depuis qu'Edge a la même API que Chrome, les extensions peuvent être installées directement depuis le Chrome Web Store.
Avec sa propre part de marché en déclin, Mozilla a également décidé de se conformer. En 2015, l'organisation a annoncé que les capacités d'extension XUL et XPCOM de longue date de Firefox seraient remplacées par une API moins permissive très similaire à celle de Chrome. Ce changement est adopté en 2017,. Les extensions Firefox sont désormais largement compatibles avec leurs homologues Chrome.
Jusqu'en 2020, Apple était la seule exception majeure à cette tendance, car son API pour Safari nécessitait l'utilisation de l'outil Xcode pour créer des extensions. Cependant, Apple annonce que Safari 14 serait conforme à l'API Chrome dans le cadre de la mise à jour macOS 11.

## Comportement indésirable
Les extensions de navigateur peuvent être certes très utiles, mais ont généralement accès à des données utilisateur sensibles, telles que l'historique de navigation Elles ont la capacité de modifier certains paramètres du navigateur, d'ajouter des éléments d'interface utilisateur ou même de remplacer le contenu du site Web,. En conséquence, il y a eu des cas de logiciels malveillants, les utilisateurs doivent donc faire attention aux extensions qu'ils installent,,,.
Il y a également eu des cas d'applications installant des extensions de navigateur à l'insu de l'utilisateur, ce qui rend difficile pour l'utilisateur de désinstaller l'extension indésirable.
Certains développeurs d'extensions Google Chrome ont vendu leurs extensions à des tiers qui ont ensuite intégré des logiciels publicitaires,. En 2014, Google a supprimé deux de ces extensions du Chrome Web Store après que de nombreux utilisateurs se soient plaints de publicités contextuelles indésirables. L'année suivante, Google reconnait qu'environ 5 % des visites sur ses propres sites web avaient été modifiées par des extensions contenant des logiciels publicitaires,,.